# محمد علي باشا (مارشال)
محمد علي باشا (بالألمانية: Mehmed Ali Pascha)‏ (18 نوفمبر 1827 - 7 سبتمبر 1878) كان ضابطًا عثمانيًا ومارشالًا بروسي المولد. لقد كان جد رجل الدولة التركي علي فؤاد باشا، والجد الأكبر للشاعرين المشهورين ناظم حكمت وأوكتاي رفعت هوروزكو والناشط الاشتراكي والمحامي والرياضي محمد علي أيبر.

## السيرة الشخصية

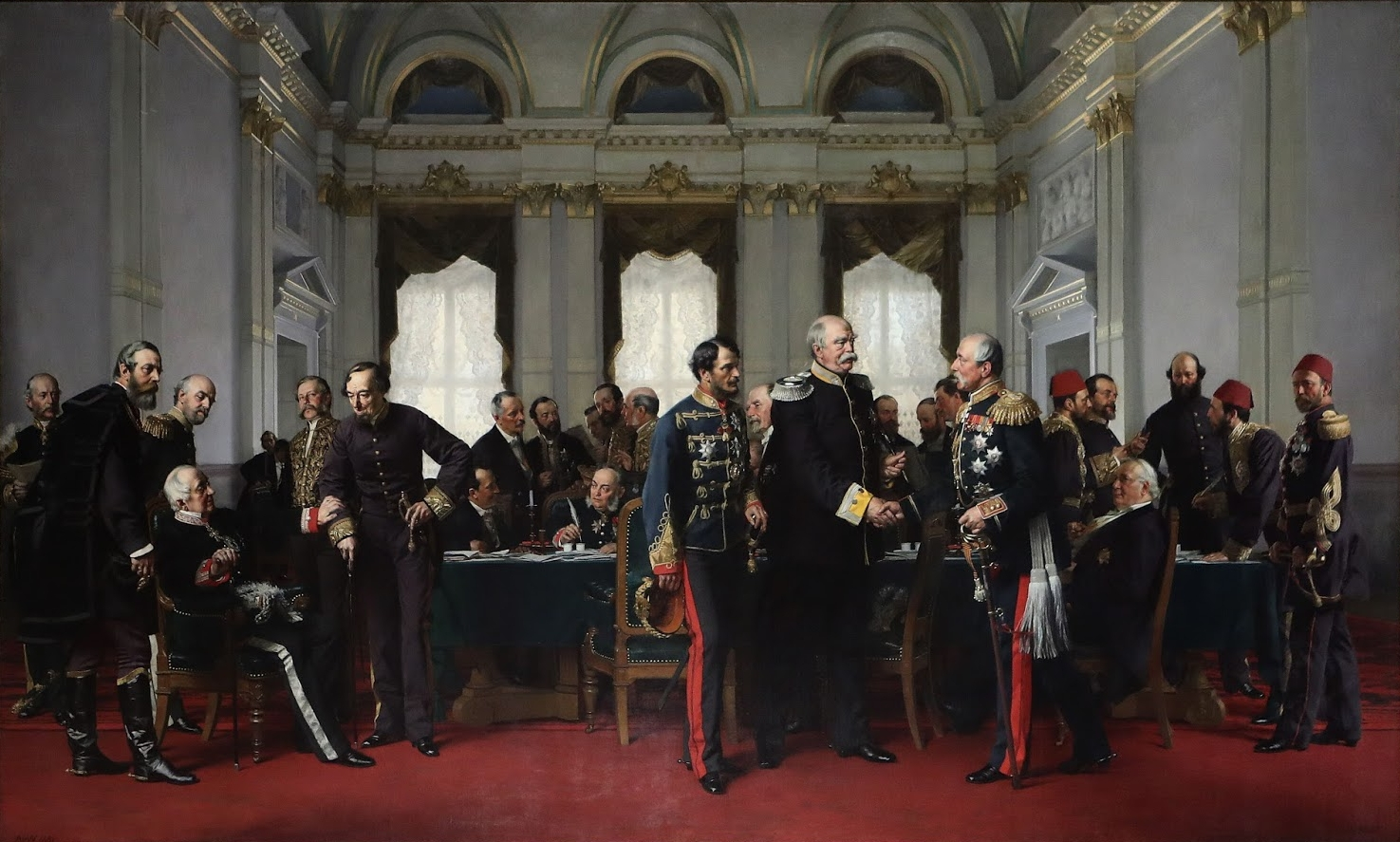
لوحة مؤتمر برلين لأنطون فون فيرنر (أقصى اليمين: محمد علي باشا)

ولد محمد علي باسم لودفيج كارل فريدريش ديترويت (المعروف أيضًا باسم كارل ديتروي) في ماغديبورغ في بروسيا لوالداه كارل فريدريش ديترويت وهنرييت جانيت سيفرين. يشير اسم العائلة الفرنسي إلى أصل منهوغونوتيون كأحد أحفاد اللاجئين البروتستانت من فرنسا في القرن السادس عشر أو السابع عشر. وخلال سنوات المراهقة في عام 1843 هرب محمد علي إلى البحر، وسافر إلى الدولة العثمانية، حيث اعتنق الإسلام وجرى ختنه. وهناك في عام 1846، أرسله علي باشا، الذي صار فيما بعد صدر أعظم، إلى مدرسة عسكرية. لقد حصل على تفويض في الجيش العثماني في عام 1853 وقاتل ضد روسيا في حرب القرم. لقد صار عميد جنرال وباشا في 1865.
قاد محمد علي الجيش التركي في بلغاريا خلال حرب 1877 – 1878 ضد روسيا، وكان ناجحًا في عملياته على نهر لومي (أغسطس - سبتمبر 1877)، لكن بعد ذلك أجبره خصومه على التراجع، لقد فشل في إحداث تقاطع مع سليمان باشا وحل الأخير محله. وفي وقت لاحق من عام 1878 كان أحد المشاركين في مؤتمر برلين.

## الموت
في أغسطس من عام 1878، اختارته الحكومة العثمانية لإلقاء نظرة عامة على عملية التنازل عن منطقة بلاف غوسيا إلى الجبل الأسود امتثالًا لقرارات مؤتمر برلين، كانت مهمة محمد علي باشا الأولى هي تهدئة عصبة بريزرن الألبانية، التي عارضت تغيير الحدود لأن جزءً من المناطق (بلاف غوسيا) يسكنها ألبان. وصل محمد علي باشا إلى كوسوفو في أواخر أغسطس، في محاولة لجعل الألبان المحليين يمتثلون لمعاهدة برلين ولكن تم منعه من أي تحرك إضافي نحو حدود الدولة العثمانية والجبل الأسود من قبل اللجان المحلية للرابطة الألبانية. لقد تمركز في ملكية عبد الله باشا دريني في جياكوفا مع عدة كتائب عثمانية وقد قُتل في 6 سبتمبر بعد معركة استمرت سبعة أيام مع عدة آلاف من الألبان الذين عارضوا التنازل عن الأراضي المأهولة بالسكان الألبان للقوى الأوروبية.